# Orthotrichum perexiguum
Orthotrichum perexiguum är en bladmossart som beskrevs av Per Karl Hjalmar Dusén och Jette Lewinsky 1984 [1985. Orthotrichum perexiguum ingår i släktet hättemossor, och familjen Orthotrichaceae. Inga underarter finns listade i Catalogue of Life.